# Palma de ferro
A palma de ferro ou a mão de ferro (铁掌功) (Cantonês: Tit1 zoeng2 gung) é uma técnica marcial chinesa, associada ao treinamento Chi Kung marcial . Esta técnica condiciona as mãos e o corpo de modo a permitir que o praticante libere grande quantidade de energia ao quebrar objetos rígidos, sem ferir o corpo.

## Abrangência do conceito
A palma de ferro é um termo amplo que designa vários métodos usados para conseguir estes resultados. Os artistas marciais que praticam o treinamento da palma de ferro não divulgam tais práticas a todos. Alguns professores tratam sua metodologia da palma de ferro como um segredo valioso, e compartilham  técnicas específicas, métodos de treinamento e exercícios com alguns poucos.
Se baseia em lutar com palmas abertas, seu ponto onde muitas artes marciais não possuem é o controle de energia e força em um só golpe, essa arte marcial é especialista na defesa e contra ataque, as palmas podem causar pouco dano e cansado na pessoa que utiliza ou até as mãos sangrarem de tanto utilizar, por isso que esta técnica tem acepção de pessoas, antes de o discípulo tentar aprender esta técnica.

## Treinamento
Em regra geral, o treinamento da palma de ferro envolve três componentes preliminares:
- O primeiro é o fortalecimento. Isto pode ser conseguido repetidamente golpeando objetos relativamente duros incluídos na lona/sacos de couro e tratando as mãos, geralmente com um dae (dispositivo automático de entrada) medicinal criado dos derivados de plantas. Os malefícios de alguns treinamentos errôneos da palma de ferro, causam danos como quebrar ossos e não fortalecem em nada a mão, mas, enfraquecem a estrutura original, e devem ser ignorados.
- O segundo componente do treinamento da palma de ferro envolve usar a técnica apropriada a fim golpear com mais força. Como em outras artes marciais, os estudantes aprendem os mecanismos específicos do corpo que são os supostos a produzir uma batida mais poderosa. A maioria dos estudantes aprenderão como relaxar e livrar o corpo da tensão residual, a fim de mover-se mais rapidamente. Este é realmente um dos "segredos" do treinamento interno, ignorados geralmente pelas escolas externas.
- O terceiro componente é acoplar em exercícios do Chi Kung, a fim desenvolver o Chi. Este treinamento, feito conjuntamente com o treinamento físico, é feito para permitir que o praticante focalize o Chi para melhorar o foco mental, a fim de produzir uma batida mais poderosa. Alguns consideram que o aspecto místico do Chi pode ser separado do foco mental.